# Las Coloradas
Las Coloradas è una città dell'Argentina, capoluogo del dipartimento di Catán Lil nella provincia di Neuquén.